# ERT World

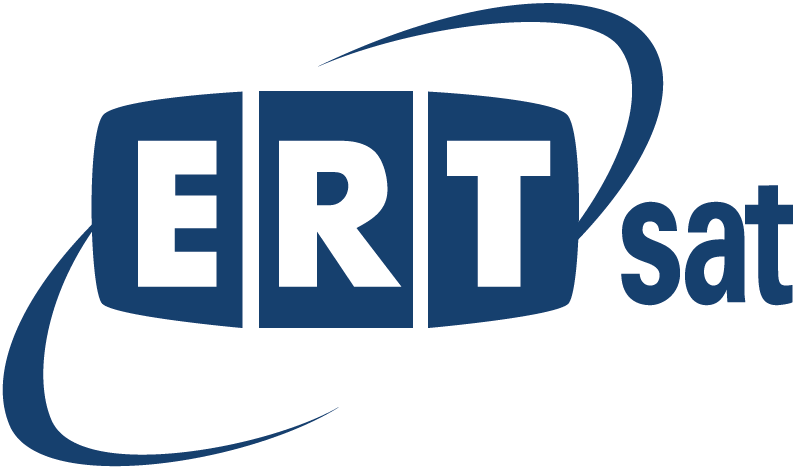
Het tweede logo van ERT SAT (2000-2006)

ERT World (eerder ERT SAT) was een internationale televisiezender van de Griekse omroep ERT. De zender werd opgericht in 1996. De programma's werden deels zelf geproduceerd, het merendeel van de programma's kwam echter van ET1, 2 en 3. De programmering bestond ook uit enkele Cypriotische programma's.
De zender was ook op internet te bekijken.